# Thomisus okinawensis
Thomisus okinawensis es una especie de araña cangrejo del género Thomisus, familia Thomisidae. Fue descrita científicamente por Strand en 1907.

## Distribución
Esta especie se encuentra desde Tailandia a Japón, Filipinas e Indonesia.